# Sommauthe
Sommauthe é uma comuna francesa na região administrativa de Grande Leste, no departamento das Ardenas. Estende-se por uma área de 9,78 km². Em 2010 a comuna tinha 121 habitantes (densidade: 12,4 hab./km²).